# Fusion (physique)
Pour les articles homonymes, voir Fusion.

Glaçons fondant à température ambiante (animation accélérée).

En physique et en métallurgie, la fusion est le passage d'un corps de l'état solide vers l'état liquide.
Pour un corps pur, c’est-à-dire pour une substance constituée d'atomes ou molécules tous identiques, la fusion s'effectue à température constante dite point de fusion. La température de fusion ou de solidification d'un corps pur, appelée « point de fusion », est une constante qui dépend très peu de la pression (contrairement à la température d'ébullition, voir diagramme de phase).
Si la température de fusion d'un corps pur est une constante physique, sa température de solidification peut, pour sa part, varier. L'eau par exemple peut geler à des températures de l'ordre de -39 °C dans l'atmosphère (surfusion de l'eau).
| Corps pur   | Température de fusion / solidification (°C) | Température d'ébullition / liquéfaction (°C) |
| ----------- | ------------------------------------------- | -------------------------------------------- |
| Eau         | 0 °C                                        | 100 °C                                       |
| Cyclohexane | 6 °C                                        | 81 °C                                        |
| Mercure     | −39 °C                                      | 357 °C                                       |
| Fer         | 1 535 °C                                    | 2 750 °C                                     |

Par contre, la température de fusion d'un mélange de corps purs (voir Diagramme de phase > Diagramme binaire et ternaire ) s'effectue sur une plage de température (sauf pour un eutectique), et dépend de la proportion de chaque constituant du mélange.
Dans la pratique, le corps est placé dans un récipient, afin de le contenir une fois qu'il sera liquide. On chauffe, en général, le récipient par-dessous, à l'aide d'une flamme ou d'une résistance électrique ; la fusion commence donc par la partie en contact avec le récipient. Dans un four, la chaleur est apportée par l'air et par radiation des parois, c'est donc en priorité le dessus qui fond. En métallurgie, on pratique parfois la fusion par un arc électrique (soudure à l'arc, acier électrique) : l'énergie de chauffage est apportée par le passage du courant dans l'air entre les électrodes. Lorsque le récipient est dans un métal ferromagnétique et que le point de fusion du solide est inférieur au point de Curie du récipient, on peut chauffer par induction. Les corps non-conducteurs peuvent être chauffés par micro-ondes.

## Fusion d'un corps pur

Fusion puis ébullition d'un corps pur : température en fonction du temps.

Lorsque l'on chauffe un corps pur solide, sa température augmente. Puis, arrivé au point de fusion, la chaleur apportée sert à la transformation solide → liquide, la température reste stable. Une fois la fusion terminée, la chaleur apportée fait monter la température du liquide.
La chaleur nécessaire pour faire fondre le corps est appelée enthalpie de fusion ou chaleur latente de fusion, et notée {\displaystyle L_{\mathrm {f} }}. Elle est exprimée par unité de quantité de matière (joule par mole, J/mol dans le Système international) ou par unité de masse (joule par kilogramme, J/kg).

### Surchauffe sans fusion
La surchauffe sans fusion d'un corps pur a lieu lorsqu'il est porté à une température supérieure à son point de fusion sans qu'il fonde, phénomène opposé à celui de surfusion. Alors que la surfusion est assez facile à réaliser (voire difficile à éviter pour certains liquides dits « vitrifiables »), la surchauffe sans fusion est difficile à obtenir, voire impossible pour les solides polycristallins. On y arrive pour des monocristaux sans aucune impureté au moyen d'un chauffage très homogène ou très rapide. L'argent, par exemple, fond normalement à 961,8 °C, mais on peut le chauffer jusqu'à 986 °C sans qu'il ne fonde.
En 1988, une limite théorique à la surchauffe est obtenue : aucun matériau ne peut être chauffé à plus d'environ trois fois la température absolue de son point de fusion tout en restant solide, car au-delà de cette limite le solide serait plus désordonné que le liquide, donc aurait une entropie molaire plus élevée (ce que le deuxième principe de la thermodynamique interdit). Cependant, les tentatives d'observation de solides surchauffés sont entravées par la difficulté de mesurer la température en un temps inférieur à la nanoseconde (10−9 s).
En 2025, une équipe internationale annonce avoir chauffé un échantillon d'or à 6 × 1015 K/s jusqu'à 19 000 K (soit 14 fois son point de fusion) sans qu'il ne fonde, pendant plus de deux picosecondes (2 × 10−12 s), un temps bien supérieur à celui que prend le phénomène de fusion,.

## Fusion d'un système binaire

### Système à solubilité totale

Solution solide unique.

Dans certains cas, deux corps purs peuvent se mélanger parfaitement à l'état solide. C'est le cas par exemple des alliages or-argent (Au-Ag) ou bismuth-antimoine (Bi-Sb). Les atomes ou molécules des deux corps purs sont mélangées de manière aléatoire, on parle de « solution solide unique ». Dans ces cas-là, la température évolue de manière continue durant la fusion. Cependant, la courbe de chauffe s'incurve, puisque seule une partie de l'énergie apportée fait augmenter la température, l'autre partie sert à la fusion. Si l'on reporte la température de début et de fin de solidification en fonction de la composition chimique (diagramme dit « binaire »), on obtient un fuseau unique.
En fait, le système ne s'est pas solidifié de manière uniforme, la composition n'est pas la même partout dans le solide (phénomène de ségrégation). La température de fusion n'est donc pas uniforme. La solidification classique commence par les bords et se termine au centre ; la fusion suit donc l'ordre inverse, puisque le centre est la partie ayant le plus bas point de fusion.